# Заєльцівський район
Заєльцо́вський райо́н — один із десяти районів Новосибірська. Розташований у північно-західній частині міста. Єдиний район, названий за топонімом (ріка Єльцовка) і зберіг свою назву донині — інші такі райони (Закам'янський, Заобський, Інський) згодом були перейменовані.

### Географія

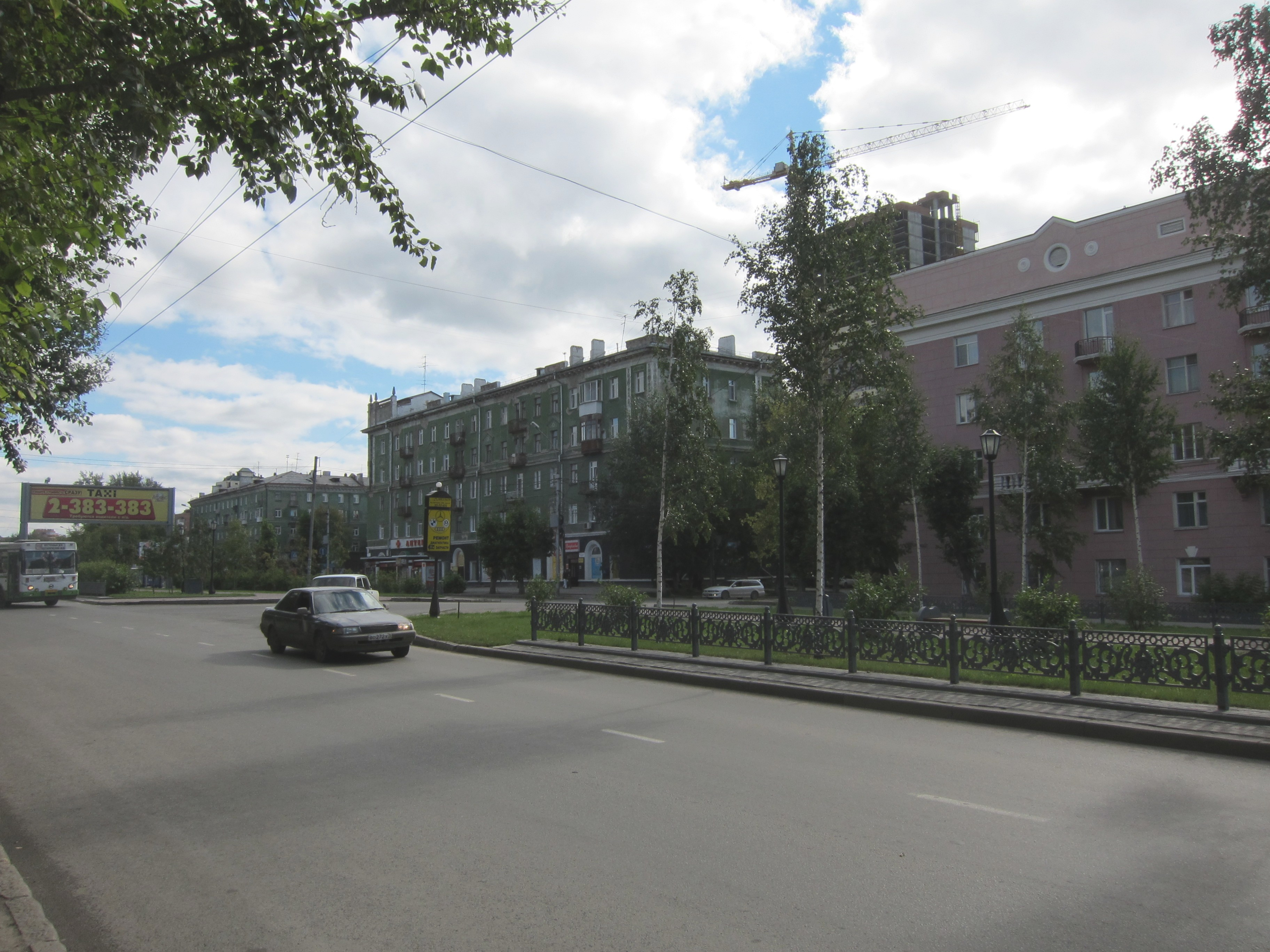
Червоний проспект у Заєльцовському районі

Територія — 83.0 км². Включає лісовий масив площею 1200 га, три річки та два острови.
По території району проходить понад 190 вулиць та провулків загальною протяжністю 162 кілометри.
Основні вулиці: Дусі Ковальчук, Червоний проспект, Кропоткіна, Жуковського.

### Історія
Територія в межах майбутнього Заєльцовського району почала забудовуватися на початку XX століття. Перші вулиці одноповерхових будинків з'явилися поблизу будівництва військово-сухарного заводу, м'ясохолодильника та шкіряних виробництв.
Район утворено 25 березня 1940 року.
На початку Великої Вітчизняної війни до району евакуювали низку промислових підприємств, які внесли значний внесок у оборону країни.
З 1 лютого 2013 року Заєльцовський район є частиною Центрального округу

### Економіка
У районі зареєстровано 5029 підприємств різних форм власності, у тому числі 20 великих і середніх промислових підприємств (найбільші — Новосибірський приладобудівний завод, Новосибірський завод напівпровідникових приладів, завод ««Сибірське скло»», завод «Катод», холдингова компанія ««НЕВЗ-Союз»», ЗАТ «КОРС», Сибірська Продовольча Компанія та інші).

### Освіта
У районі два державних вищих навчальних заклади — Сибірський університет шляхів сполучення, Інститут соціальної реабілітації НДТУ — та 2 недержавних: Сибірський інститут фінансів і банківської справи, Сибірський незалежний інститут; а також Новосибірська спеціальна середня школа міліції МВС Росії, медичний і педагогічний коледжі, коледж електроніки, Новосибірський авіаційний технічний коледж ім. Б. С. Галущака, фармацевтичне обласне училище, 3 професійних училища.
Система освіти району включає 22 середні школи (Ліцей № 200 визнаний найкращою школою 2006 року за результатами міського конкурсу); Сибірський кадетський корпус, недержавні навчальні заклади: «Аврора»; 23 дитячих садки.

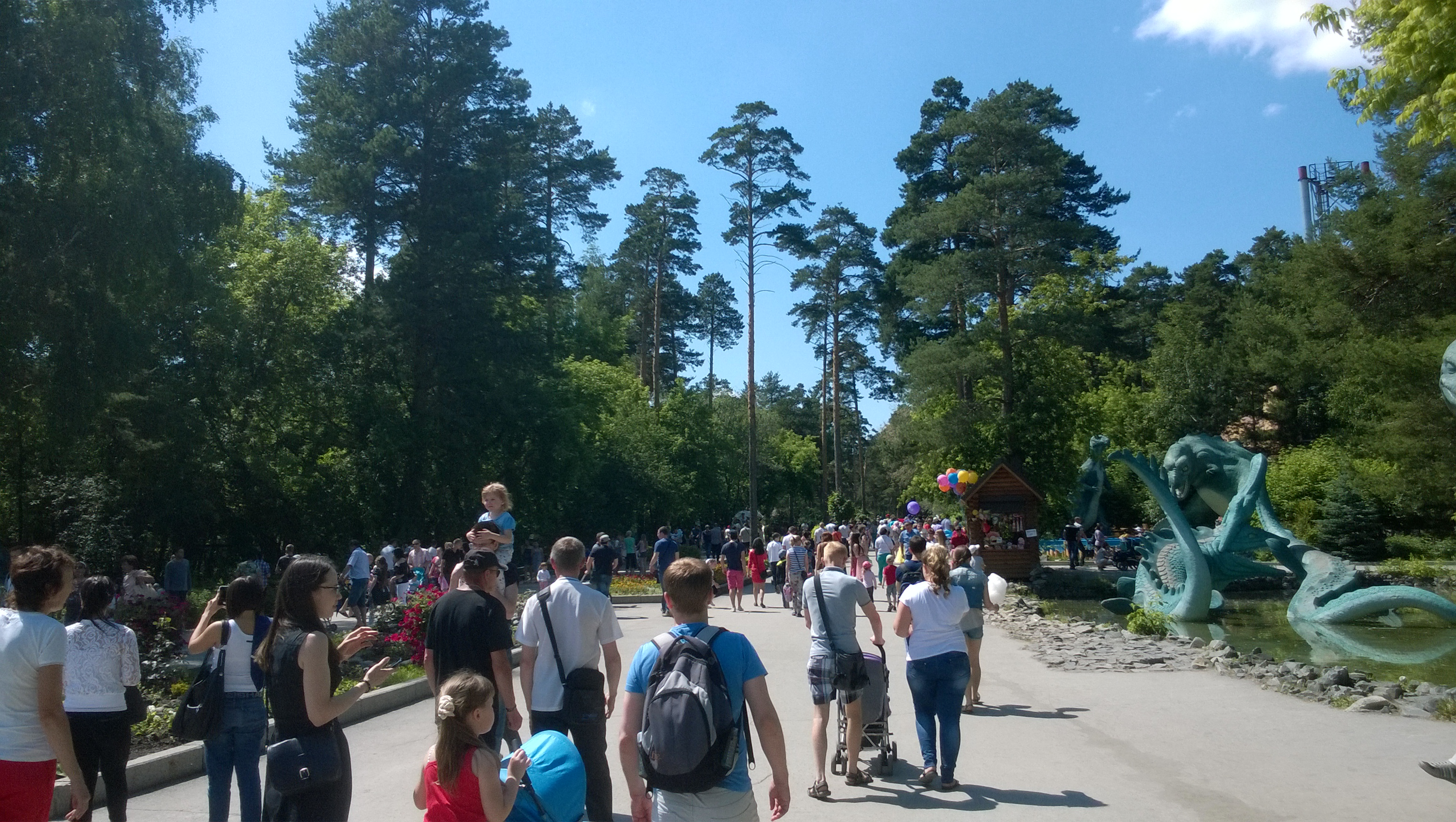
Новосибірський зоопарк

На вул. Дусі Ковальчук розташований Автомістечко, де діти отримують практичні навички з ПДР. На вул. Юннатів працює Автомотоцентр, побудований єдиний у місті картодром. У районі 13 установ культури, 8 муніципальних підліткових клубів. Дитячо-юнацька спортивна школа Заєльцовського району виховує членів Збірної команди Росії, призерів Росії. При СибДУПСі працює плавальний басейн. На території району розташовані 8 муніципальних лікувальних установ, у тому числі Міська клінічна лікарня № 1 — найбільший лікарняний комплекс. У санаторній зоні Заєльцовського району діють дитячий легеневий санаторій, санаторій «Заєльцовський бір», санаторій «Обські зорі», профілакторії та дачі підприємств і організацій.

### Медичні заклади
- Новосибірський науково-дослідний інститут туберкульозу — медичний заклад, створений у 1943 році[1].
- Новосибірська психіатрична лікарня спеціалізованого типу з інтенсивним спостереженням — психіатрична лікарня, відкрита у 2015 році для лікування психічно хворих осіб, які вчинили злочини[2]

### Рекреаційні ресурси
Тут розташований Парк культури та відпочинку «Заєльцовський бір». Ботанічне лісництво (Ботанічний сад) охороняється як ландшафтний об'єкт природи. Новосибірський зоопарк містить 535 видів тварин (понад 10 тисяч особин), з них близько 200 рідкісних і зникаючих видів. Парк культури та відпочинку пов'язує з зоопарком Дитяча залізниця, призначена для катань дітей та навчання майбутніх залізничників. Є Меморіал Радянським воїнам, які померли в евакогоспіталях міста під час Великої Вітчизняної війни.

### Транспорт
На території району розташовані дві станції метрополітену: «Заєльцовська» і «Гагарінська».
У районі розташовувався аеропорт «Новосибірськ—Північний»; у лютому 2011 року він закритий, його територія буде забудована житловими будинками та офісними будівлями.
У Заєльцовському районі планувалося побудувати четвертий міст через Об. Проектування мало розпочатися у 2012—2013 рр., але згодом керівництво міста та області схилилося до варіанту спорудження четвертого мосту поблизу першого залізничного мосту через Об.